# Мостовой, Владимир Иосифович
Влади́мир Ио́сифович Мостово́й (1919—1996) — участник Великой Отечественной войны, командир батареи 816-го артиллерийского полка (281-я стрелковая дивизия, 23-я армия, Ленинградский фронт), старший лейтенант. Герой Советского Союза.
Учёный-физик. Доктор физико-математических наук, профессор, член-корреспондент АН СССР (c 1984). Лауреат двух Сталинских и Государственной премий.

## Биография
Родился 14 июля 1919 года в селе Хажин Бердичевского уезда Киевской губернии (ныне Бердичевского района Житомирской области Украины). Украинец.
После смерти родителей, с 1929 года, воспитывался у родственников в городе Фастов Киевской области.
В 1936 году окончил среднюю школу, а в 1941 году — КГУ имени Т. Г. Шевченко.
В Красной Армии — с июля 1941 года. Участник Великой Отечественной войны: в августе 1941 — апреле 1942 — разведчик, связист и наводчик орудия 822-го артиллерийского полка (Юго-Западный фронт). Участвовал в Киевской оборонительной операции и оборонительных боях на Украине. В октябре 1942 года окончил ускоренный курс Подольского артиллерийского училища (в городе Бухара, Узбекистан). С ноября 1942 — начальник разведки дивизиона, командир батареи, начальник штаба дивизиона и помощник начальника штаба 816-го артиллерийского полка 281-й стрелковой дивизии (Волховский, Ленинградский и 2-й Белорусский фронты). Участвовал в обороне и снятии блокады Ленинграда, Ленинградско-Новгородской, Выборгской, Млавско-Эльбингской, Восточно-Померанской и Берлинской операциях. В боях был трижды ранен. Член ВКП(б) с 1943 года.
Особо отличился в Выборгской операции. 13 июня 1944 года у села Рауту (ныне — посёлок Сосново Приозерского района Ленинградской области) огнём батареи уничтожал и подавлял огневые точки противника. 15 июня 1944 года в бою в районе деревни Сийранмяки (ныне не существует, территория Выборгского района Ленинградской области), участвуя в штурме важной высоты, первым ворвался во вражескую траншею. 16 июня 1944 года его батарея совместно со стрелковыми подразделениями отразила 7 контратак противника.
За мужество и героизм, проявленные в боях, Указом Президиума Верховного совета СССР от 21 июля 1944 года старшему лейтенанту Мостовому Владимиру Иосифовичу присвоено звание Героя Советского Союза с вручением ордена Ленина и медали «Золотая Звезда».
После окончания войны Мостовой продолжал службу в артиллерии помощником начальника штаба полка и помощником начальника штаба бригады (в Северной группе войск, Польша и Таврическом военном округе). С марта 1946 года капитан Мостовой в запасе.
Затем работал в Лаборатории измерительных приборов Академии наук СССР (преобразованной затем в Институт атомной энергии АН СССР имени И. В. Курчатова): научным сотрудником (1947—1954), начальником сектора (1954—1974), начальником лаборатории нейтронной физики (1974—1989) и главным научным сотрудником (с 1989 года).
За исследования по определению констант самопроизвольного деления плутония в 1949 году секретными указами правительства в группе участников разработки первой советской ядерной бомбы был награждён орденом Трудового Красного Знамени и Сталинской премией II степени.
Специалист в области нейтронной физики, физики деления и физики реакторов. Совместно с другими учёными создал метод нейтронной спектроскопии по времени пролёта, открыл нейтронные резонансы и определил их параметры. Крупнейший специалист в области процессов деления ядра. 26 декабря 1984 года был избран членом-корреспондентом Академии наук СССР по Отделению ядерной физики.
Умер 18 октября 1996 года на 78-м году жизни. Похоронен на Кунцевском кладбище в Москве.

## Награды
- Медаль «Золотая Звезда» Героя Советского Союза № 3741 (21.07.1944).
- орден Ленина (21.07.1944).
- орден Почёта (16.01.1996)[2].
- Орден Октябрьской Революции (26.04.1971).
- Два ордена Отечественной войны I степени (13.03.1945, 11.03.1985).
- Орден Отечественной войны II степени (22.06.1944).
- Два ордена Трудового Красного Знамени (29.10.1949, 04.07.1979).
- Орден Красной Звезды (18.06.1944).
- Орден «Знак Почёта» (23.07.1959).
- Сталинская премия второй степени (29.10.1949) — за исследования по определению констант самопроизвольного деления плутония
- Сталинская премия второй степени (31.12.1953) — за расчётные и экспериментальные работы по созданию реакторов для производства трития
- Государственная премия СССР (1973).
- Золотая медаль имени И. В. Курчатова (1983) и другие медали.

## Память
- В городе Фастов на здании школы, которую окончил В. И. Мостовой, установлена мемориальная доска.